# Phlegethon
De Phlegethon (Oudgrieks Φλεγέθων, Nederlands vlammend), of Pyriphlegethon (Oudgr. Πυριφλεγέθων, Ned. vlammend met vuur) was in de Griekse mythologie een rivier die in Hades vloeide en soms een riviergod. In Plato's Phaedo staat dat de rivier in een meer van kokend water en modder stroomde dat groter was dan de Middellandse Zee en in Dante's goddelijke komedie bestaat de rivier uit het bloed van bloedvergieters en moordenaars. Andere rivieren in de Griekse onderwereld zijn de Acheron, Cocytus, Eridanos, Lethe en Styx.